# Месть полудурков 4: Влюблённые полудурки
«Месть полудурков 4: Влюблённые полудурки» — кинофильм.

## Сюжет
Американская комедия про студентов в колледже. Нерды — это недотёпы, слабаки и очкарики, которым надоело терпеть издёвки и унижения от спортсменов, забияк и лидеров. Нерды решили объединиться взять реванш у своих соперников по колледжу.